# 北部郡
北部郡，中国南北朝时设置的郡。
南朝梁普通三年（522年）改北部都尉置北部郡，为绳州治所。治所在广阳县（今四川省茂县西北）。承圣二年（553年）被西魏占领。北周属汶州，辖境相当今四川茂县、北川县二县。下辖广阳县、北川县。隋文帝开皇三年（583年）废北部郡，广阳县、北川县属汶州。